# Harold Daniell
Harold Daniell (29 oktober 1909 - 19 januari 1967) was een Brits motor- en autocoureur in de jaren dertig, -veertig en -vijftig. 

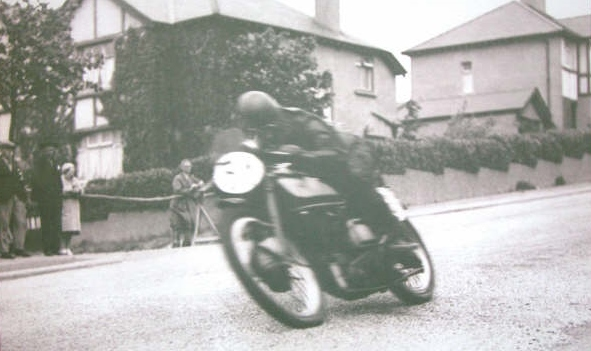
Harold Daniell op Bray Hill tijdens de Isle of Man TT van 1938

Daniell begon zijn motorcarrière als trialrijder en grasbaanracer maar kreeg ook al snel bekendheid als wegracer op korte stratencircuits op het Britse hoofdeiland. In 1930 debuteerde hij in de Manx Grand Prix. In 1933 won hij de Senior klasse met een Norton. Hij kreeg in 1934 fabrieksracers van AJS waarmee hij in de Junior TT en de Senior TT startte, maar zonder succes omdat in die tijd de machines van Norton en Velocette superieur waren. Hij bleef nog enkele jaren bij AJS en in 1936 kreeg hij de beschikking over de snelle maar onbetrouwbare AJS V4 met compressor. Daniell verliet AJS en in 1937 startte hij met een drie jaar oude Norton die door zijn zwager Steve Lancefield was getuned. Hiermee werd hij vijfde in de Senior TT. Ook in de Junior TT werd hij met een Norton vijfde en bovendien versloeg hij in dat jaar de grote Stanley Woods in races op Donington Park en Crystal Palace. Hij nam voor het eerst deel aan de TT van Assen en werd daar tweede. Norton's teammanager Joe Craig bood hem daarop een plaats in het fabrieksteam van 1938 aan. In dat jaar won hij de Senior TT met een nieuwe recordronde. Hij reed als eerste een ronde onder de 25 minuten op de Snaefell Mountain Course. Dit record werd pas in 1950 verbroken door Geoff Duke. In 1939 viel Harold Daniell in de Senior TT uit, maar hij werd tweede in de Junior TT achter Stanley Woods.
Tijdens de Tweede Wereldoorlog bood hij zich als vrijwilliger bij de motordienst aan, maar hij werd afgekeurd wegens slechte ogen. Daarop diende hij bij de British Home Guard.
Na de oorlog ging hij weer verder bij het fabrieksteam van Norton. Hij won de Senior TT in 1947 en 1949 en opnieuw een aantal wedstrijden op Britse "short circuits", met name Donington. In 1949 werd het wereldkampioenschap wegrace voor de eerste keer gehouden. Daniell reed in de 500cc klasse voor Norton ,hij werd zesde in de eindstand van het kampioenschap met 17 punten. Daniell  won op 17 juni 1949 Isle of Man TT  de 500cc Senior TT  klasse die meetelde  voor het wereldkampioenschap wegrace en werd vierde in de Junior TT. Zijn laatste motorrace was in 1950, toen hij derde werd in de Junior TT achter Artie Bell en de jonge Geoff Duke.
Harold Daniell werd daarna Norton-dealer in Forest Hill (Londen) maar racete ook nog korte tijd in de Formule 3 met een Emeryson.
Zijn eerste vrouw overleed in 1964. In juli 1966 trouwde hij voor de tweede keer. Op 19 januari 1967 overleed hij in zijn slaap als gevolg van een hartinfarct.

## Featherbed frame
De Ierse broers Cromie en Rex McCandless ontwikkelden rond 1949 een nieuw frame voor de Norton Manx. Daniell testte dit frame en verklaarde dat het zo comfortabel was als een "veren bed". Het frame werd tot ver in de jaren zestig beschouwd als een van de beste motorfietsframes, en het hield altijd de naam "Featherbed frame".

## Wereldkampioenschap wegrace resultaten
(Races in vet zijn pole-positions; races in cursief geven de snelste ronde aan)
| Jaar | Klasse | Motorfiets       | 1     | 2       | 3       | 4     | 5       | 6      | Punten | Plaats | Overwinningen |
| ---- | ------ | ---------------- | ----- | ------- | ------- | ----- | ------- | ------ | ------ | ------ | ------------- |
| 1949 | 350 cc | Norton 40M Manx  | IOM 4 | ZWI -   | NED -   | BEL - | ULS -   |        | 6      | 12e    | 0             |
| 1949 | 500 cc | Norton 30 M Manx | IOM 1 | ZWI 3   | NED 6   | BEL 7 | ULS DNF | NAT -  | 17     | 6e     | 1             |
| 1950 | 350 cc | Norton 40M Manx  | IOM 3 | BEL 6   | NED -   | ZWI 9 | ULS 6   | NAT -  | 6      | 8e     | 0             |
| 1950 | 500 cc | Norton 30 M Manx | IOM 5 | BEL DNF | NED DNF | ZWI 5 | ULS DNF | NAT 10 | 4      | 12e    | 0             |

## Isle of Man resultaten
| Jaar | Race             | Motorfiets | Plaats |
| ---- | ---------------- | ---------- | ------ |
| 1930 | MGP Senior Race  | Norton     | DNF    |
| 1931 | MGP Senior Race  | Norton     | DNF    |
| 1932 | MGP Junior Race  | Norton     | 9e     |
| 1932 | MGP Senior Race  | Norton     | 2e     |
| 1933 | MGP Junior Race  | Norton     | DNF    |
| 1933 | MGP Senior Race  | Norton     | 1e     |
| 1934 | IOM TT Junior TT | AJS        | DNF    |
| 1934 | IOM TT Senior TT | AJS        | 9e     |
| 1935 | IOM TT Junior TT | AJS        | 8e     |
| 1935 | IOM TT Senior TT | AJS        | DNF    |
| 1936 | IOM TT Junior TT | AJS        | 9e     |
| 1936 | IOM TT Senior TT | AJS        | DNF    |
| 1937 | IOM TT Junior TT | Norton     | 5e     |
| 1937 | IOM TT Senior TT | Norton     | 5e     |
| 1938 | IOM TT Junior TT | Norton     | 5e     |
| 1938 | IOM TT Senior TT | Norton     | 1e     |
| 1939 | IOM TT Junior TT | Norton     | 2e     |
| 1939 | IOM TT Senior TT | Norton     | DNF    |
| 1947 | IOM TT Junior TT | Norton     | DNF    |
| 1947 | IOM TT Senior TT | Norton     | 1e     |
| 1948 | IOM TT Junior TT | Norton     | DNF    |
| 1948 | IOM TT Senior TT | Norton     | DNF    |
| 1949 | IOM TT Junior TT | Norton     | 4e     |
| 1949 | IOM TT Senior TT | Norton     | 1e     |
| 1950 | IOM TT Junior TT | Norton     | 3e     |
| 1950 | IOM TT Senior TT | Norton     | 5e     |

- (en)  Deelnemersprofiel van Harold Daniell op de officiële website van de Isle of Man TT